# ヘルプレス
「ヘルプレス」（Helpless）は、クロスビー、スティルス、ナッシュ&ヤングが1970年に発表した楽曲。ニール・ヤング作詞作曲。

## 概要
トロントに生まれたニール・ヤングは4歳のときに両親とともにオンタリオ州のオメミー（Omemee）に引っ越す。そしてその2年後、ヤングは小児麻痺に罹患する。その頃の幼少時の思い出が歌詞に反映されている。
1969年5月29日にクロスビー、スティルス&ナッシュのファースト・アルバムが発売されたのち、ヤングはグループに加入。同年11月7日、クロスビー、スティルス、ナッシュ&ヤングとして本作品を録音した。D-A-Gの三つのコードが繰り返されるシンプルな楽曲であるが、アレンジを決めるまでにメンバーは苦心したという。
1970年3月11日発売のクロスビー、スティルス、ナッシュ&ヤングのアルバム『デジャ・ヴ』に収録された。また、同月にシングルカットされた「ウッドストック」のB面に収録された。
同年6月15日公開の映画『いちご白書』の挿入歌として使われた。

## 演奏者
- ニール・ヤング - ボーカル、アコースティック・ギター、エレクトリック・ギター
- スティーヴン・スティルス - エレクトリック・ギター、ピアノ、バッキング・ボーカル
- デヴィッド・クロスビー - バッキング・ボーカル
- グラハム・ナッシュ - バッキング・ボーカル
- グレッグ・リーヴズ - ベース
- ダラス・テイラー - ドラムズ

## 別バージョン
| アルバム名                                | アーティスト名                                 | 録音時期と場所                   | 発売日        |
| ----------------------------------------- | ---------------------------------------------- | -------------------------------- | ------------- |
| The Archives Vol. 1 1963–1972             | CSN&Y                                          | 1969年（ハーモニカ・バージョン） | 2009年6月2日  |
| Live at Massey Hall 1971                  | ニール・ヤング                                 | 1971年1月19日、トロント          | 2007年3月13日 |
| CSNY 1974                                 | CSN&Y、ジョニ・ミッチェル                      | 1974年8月 - 9月                  | 2014年7月8日  |
| ラスト・ワルツ                            | ニール・ヤング、ザ・バンド、ジョニ・ミッチェル | 1976年11月25日、サンフランシスコ | 1978年4月7日  |
| アンプラグド                              | ニール・ヤング                                 | 1993年2月7日、MTV                | 1993年6月15日 |
| Déjà Vu (50th Anniversary Deluxe Edition) | CSN&Y                                          | 1969年（ハーモニカ・バージョン） | 2021年5月14日 |

## カバー・バージョン
- バフィー・セントメリー - 『She Used to Wanna Be a Ballerina』（1971年）に収録。
- 高橋幸宏 - 『WILD&MOODY』（1984年）に収録。
- ニック・ケイヴ - 『The Bridge: A Tribute to Neil Young』（1989年）に収録。
- ナザレス - 『Snakes 'n' Ladders』（1989年）に収録。
- BO GUMBOS - 『The King of Rock'n'Roll』（1994年）に収録。
- ファリード・ハーク - 『Déjà Vu』（1997年）に収録。
- k.d.ラング - 『Hymns of the 49th Parallel』（2004年）に収録。
- カウボーイ・ジャンキーズ - EP『'Neath Your Covers, Pt. 1』（2004年）に収録[6]。
- ガロ - ボックスセット『GARO BOX』（2006年）に収録。レコード・デビュー前のライブ音源[7]。
- パティ・スミス - 『Twelve』（2007年）に収録。
- ラヴァーズ・ロック・ナイト・クルー - 『Grand Gallery JAPAN presents NO.1』（2008年）に収録。リード・ボーカルは曽我部恵一。
- レイチェル・セイジ & ジュディ・コリンズ - 『Blue Roses』（2014年）に収録。
- ドナ・ルイス - 『Brand New Day』（2015年）に収録。
- アイダ・サンド - 『Young at Heart』（2015年）に収録。
- モリー・タトルとオールド・クロウ・メディスン・ショー - シングル（2020年）。